# Phenacoccus hystrix
Phenacoccus hystrix är en insektsart som först beskrevs av Baerensprung 1849.  Phenacoccus hystrix ingår i släktet Phenacoccus och familjen ullsköldlöss. Inga underarter finns listade i Catalogue of Life.